# Парсента
Парсента (пол. Parsęta) — річка в Західнопоморському воєводстві на північному заході Польщі, що впадає в Балтійське море. Річка має 132 км завдовжки і площу басейну 3151 км².
Річка починається в болотах біля села Парсенцко за 8 км на північний захід від міста Щецінек. Генеральний напрямок течії — північний захід, русло звивисте.
Головні притоки — Пишниця, Радєв, Радуша (праві); Бухова, Дембніца (ліві).
Річка протікає міста Бялогард та Карліно, а також численні села. При впадінні в море стоїть місто Колобжег. Ширина річки в нижній течії близько 20 м, швидкість течії 0,6 м/с. У гирлі річки розташований морський порт Колобжег, де Парсента виконує функцію акваторії та вхідного каналу в порт.

## Міста на річці
- Білоґард
- Карліно
- Колобжег